# III Sides to Every Story
„III Sides to Every Story“ (на български: „Трите страни на всяка история“) е третият студиен албум на американската фънк метъл група Екстрийм. Издаден е през 1992 г. Смятан за най-амбициозната им творба, албумът е от т.нар. концептуални и е структуриран в три части. Това са и трите страни на всяка история. Именувани са както следва: „Yours“ („Твоята“), „Mine“ („Моята“) и „The Truth“ („Истината“). Всяка една от тях се отличава със свой специфичен музикален стил и лирически образи. Самите музиканти го определят като най-добрия си албум.
По-голямата част от албума е записана в „Ню Ривър Студио“, във Форт Лодърдейл, Флорида. Оркестровите пасажи са записани в „Аби Роуд Студио“, Лондон.
Албумът добива статус на „Златен албум“, продавайки се в над 500 000 копия само на територията на САЩ и Канада.

## Списък на песните
Yours
1. Warheads – 5:18
2. Rest in Peace – 6:02
3. Politicalamity – 5:04
4. Color Me Blind – 5:01
5. Cupid's Dead – 5:56
6. Peacemaker Die – 6:03

Mine
1. Seven Sundays – 4:18
2. Tragic Comic – 4:45
3. Our Father – 4:02
4. Stop the World – 5:58
5. God Isn't Dead? – 2:02
6. Don't Leave Me Alone * – 5:43

The Truth
1. Everything Under The Sun ** – 21:39
  1. Rise 'N Shine – 6:23
  2. Am I Ever Gonna Change – 6:57
  3. Who Cares? – 8:19

## Музиканти
- Гари Черон – вокал
- Нино Бетънкур – китара
- Пат Баджър – бас
- Пол Гиъри – барабани, перкусии